# Cyzenis ustulata
Cyzenis ustulata är en tvåvingeart som först beskrevs av Henry J. Reinhard 1959.  Cyzenis ustulata ingår i släktet Cyzenis och familjen parasitflugor. Inga underarter finns listade i Catalogue of Life.